# Agromyza haldwaniensis
Agromyza haldwaniensis este o specie de muște din genul Agromyza, familia Agromyzidae, descrisă de Garg în anul 1971. Conform Catalogue of Life specia Agromyza haldwaniensis nu are subspecii cunoscute.